# لی سیونگ-چول
لی سیونگ-چول (به کره‌ای: 이승철) کشتی گیر کشور کره جنوبی است.
از افتخارات این کشتب گیر می توان کسب مدال برنز در بازی‌های آسیایی ۲۰۱۴ در وزن ۶۱ کیلو اشاره کرد.